# Задужбина за слободни софтвер
Задужбина за слободни софтвер (енгл. Free Software Foundation) је невладино, непрофитно удружење које је основао Ричард Столман октобра 1985. године са намером да се подржи покрет за слободан софтвер, поготово ГНУ пројекат. Од оснивања до половине 90-их година је организација од прилога финансирала програмере који су радили на развоју слободног софтвера. После тога је организација променила стил рада и подржава и пропагира покрет за слободан софтвер и заједницу за слободни софтвер. Ова организација покреће и подржава кампање које имају за циљ промоцију слободног софтвера као и кампање против софтверских патената и против америчког закона о управљању дигиталним правима, кога многи зову закон о управљању дигиталним ограничењима. Задужбина на свом сајту истиче листу ГНУ/Линукс дистрибуција које подржава. ФСФ је основан у Бостону, Масачусетс, САД, где такође има седиште.
У складу са својим циљевима, ФСФ жели да користи само бесплатни софтвер на сопственим рачунарима.

## Историја
Фондација за слободни софтвер основана је 1985. године као непрофитна корпорација која подржава развој слободног софтвера. Наставила је постојећe ГНУ пројектe, као што је продаја приручника и касета, и запослила програмере система бесплатног софтвера. Од тада ona наставља са овим активностима, као и пружањем подршке покрету за слободан софтвер. ФСФ је такође стјуард неколико лиценци за бесплатни софтвер, што значи да их објављује и има могућност да врши ревизије по потреби.
ФСФ поседује ауторска права над многим деловима ГНУ система, као што је ГНУ колекција компајлера. Као носилац ових ауторских права, она је овлашћен да спроводи копилефт захтеве ГНУ-ове опште јавне лиценце (GPL) када дође до кршење ауторских права на том софтверу.
Крајем 2001. године, Брадли М. Кун (тада извршни директор), уз помоћ Моглена, Дејвида Тарнера и Питера Т. Брауна, формализовао је ове напоре у оквиру ФЦФ GPL усклађивачке лабораторије. Од 2002–2004, високопрофилни случајеви GPL примене, попут оних против Linksys и OpenTV, постали су чести.  примене и образовне кампање о поштовању GPL-а биле су главни фокус напора ФСФ-а током овог периода.
У марту 2003. године, SCO је поднео тужбу против ИБМ-а наводећи да су ИБМ-овим доприносима разном бесплатном софтверу, укључујући ГНУ ФСФ-а, кршена права SCO-а. Иако ФСФ никада није био странка у тужби, ФЦФ је позван да сведочи 5. новембра 2003. Током 2003. и 2004. године, ФСФ је уложио значајне напоре у адвокатуру како би одговорио на тужбу и угушио њен негативни утицај на усвајање и промоцију слободног софтвера.
Од 2003. до 2005. године, ФСФ је држао правне семинаре како би објаснио GPL и окружујуће законске одредбе. Ове семинаре су обично предавали Брадли М. Кун и Даниел Равичер. Они су пружали ЦЛЕ цертификат и били су први напор да се стекне формално правно образовање о GPL-у.
Године 2007, ФСФ је објавио трећу верзију ГНУ-ова опште јавне лиценце након значајног спољног прегледа.
У децембру 2008. године, ФСФ је поднео тужбу против компаније Cisco због коришћења компоненти са GPL лиценцом испоручених са Linksys производима. Cisco је обавештен о питању лиценцирања 2003. године, али Cisco је више пута занемарио своје обавезе према GPL. У мају 2009. године, ФСФ је одустао од тужбе када се Cisco сложио да изврши новчану донацију ФСФ-у и именовао директора слободног софтвера који ће вршити непрекидне прегледе компанијине праксе усклађености лиценци.
У септембру 2019, Ричард Столман је поднео оставку на место председника ФСФ-а након притиска новинара и чланова заједнице отвореног кода као одговор на његове контроверзне коментаре у одбрани тада преминулог Марвина Минског у скандалу са трговином сексом Џефрија Епстајна. Упркос присилној оставци, Столман је остао шеф ГНУ пројекта и 2021. године се вратио у управни одбор ФСФ-а.

## Слободан Софтвер
Да би се софтвер смарао слободним, корисник треба да има:
- Слободу покретања програма за било коју сврху.
- Слободу проучавања рада програма, са правом прилагођења својим потребама. Предуслов је приступ изворном коду.
- Слободно умножавање и расподела програма, ради зближавања слободном софтверу.
- Слободу измене, побољшавања програма и јавно објављивање измена, како би цела заједница имала корист. Предуслов је приступ изворном коду.

### Превођење-а
поседује ауторско право на више неопходних делова GNU система, као што је ГНУ колекција компајлера. Као власник ауторских права, има ексклузивно право да се позива на ГНУ-ову општу јавну лиценцу (GPL) када се јави повреда ауторских права над тим софтвером. Иако су власници ауторских права других софтверских система преузели GPL као своју лиценцу, ФСФ је била једина организација која је константно бранила софтвер под том лиценцом, све док Хералд Велте није 2004. основао страницу која се бави повредама GPL-.
Од 1991. до 2001, спровођење GPL-а је било неформално, најчешће је то чинио сам Столман, често уз помоћ правника ФСФ-а, Ебена Моглена. Најчешће су се повреде GPL-а у то време решавале разменом електроничке поште између Столмана и кршитеља (нпр. види случај CLISP).
Касно 2001. године, Брадли М. Кун (тадашњи извршни директор) је уз помоћ Моглена, Давида Турнера и Питера Т. Брауна, формализовао ова настојања стварањем ФСФ-ове Лабораторије за ГПЛ усклађеност (енгл. GPL Compliance Labs). Од 2002-2004, већи случајеви спровођења GPL-а, као што су они против -а i OpenTV-a постали су чести. Током овог периода, важна активност ФСФ-а биле су образовне кампање о усклађености с GPL-ом.
У децембру 2008, ФСФ је поднео тужбу против Cisco-а због кориштења ГПЛ-лиценцираних компоненти испоручиваних с Linksys-ом. Cisco је обавештен већ 2003. о проблему лиценцирања, али је изнова занемаривао своје обвезе под GPL-ом.